# Flangini

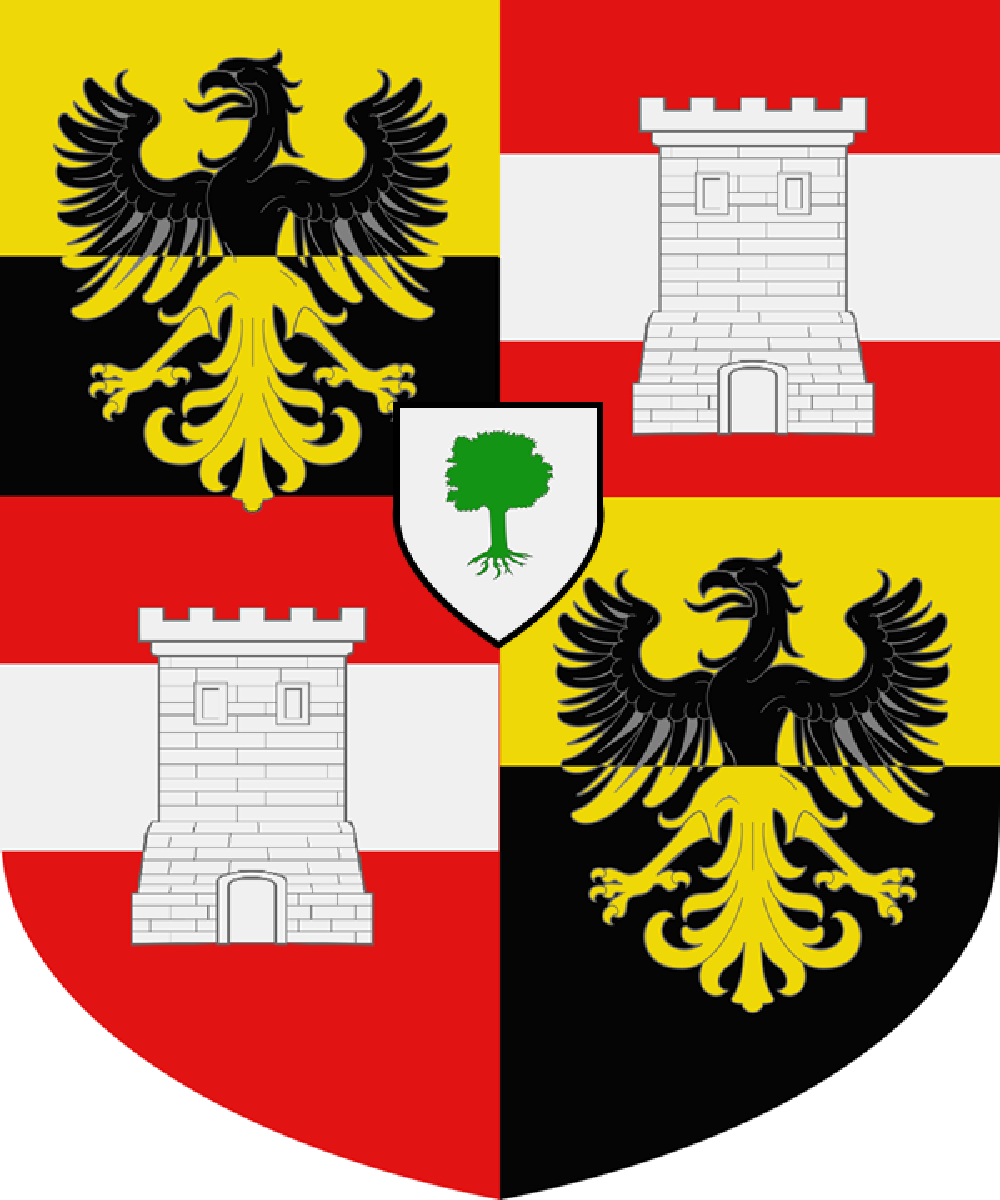
Stemma Flangini

I Flangini furono una famiglia aristocratica cipriota, ascritta al patriziato veneziano e annoverata fra le cosiddette Case fatte per soldo.

## Storia
I Flangini furono un illustre casato proveniente da Cipro, isola che, a seguito dell'abdicazione della regina Caterina Cornaro in favore della Serenissima, fu controllata dai Veneziani tra il 1489 e il 1573.
Una volta trasferitisi a Venezia, nel 1638 l'avvocato Tommaso Flangini acquistò i due palazzi, proprietà dei Contarini e dei da Ponte, che sarebbero divenuti Palazzo Flangini Fini. Accresciute grandemente le proprie ricchezze grazie a fortunati investimenti, i Flangini riuscirono ad acquistare «un'ampia giurisdizione unita ad un considerabile castello nello stato Imperiale sui confini del Friuli», venendo investiti del titolo comitale. La cattiva gestione degli affari, tuttavia, portò la famiglia a dover rivendere il castello allo stesso Imperatore, ricavandone una somma pari a cinquecentomila ducati. Una parte del ricavato servì quindi per l'aggregazione del casato al corpo patrizio della città lagunare, avvenuta nel 1664, nella persona del conte Girolamo Flangini. L'ingresso nel patriziato veneto avvenne a seguito del pagamento alle casse dello Stato veneziano dei centomila ducati previsti, a sovvenzione delle spese belliche per la continuazione della guerra di Candia, che in quel periodo vedeva contrapposta Venezia alla Sublime porta per il controllo dell'isola di Creta. Le votazioni per la ratifica dell'aggregazione avvennero il giorno 27 aprile di quell'anno e si conclusero favorevolmente tanto in Senato (164 favorevoli, 11 contrari, 6 astenuti) quanto in Maggior Consiglio (590 favorevoli, 81 contrari, 20 astenuti).
Tra gli esponenti degni di nota, alcune fonti ricordano un certo Lodovico di Girolamo Flangini, che, nel 1715, «eletto capitan delle navi, morì generosamente combattendo contro i Turchi»: per questo motivo, il di lui fratello Costantino fu, per decisione del Senato, fregiato dell'ambitissima Stola d'Oro. Un ramo collaterale della famiglia, invece, prese il nome di Flangini Giovanelli a seguito di un'eredità proveniente dalla famiglia patrizia dei Giovanelli, e diede i natali a un cardinale di Santa Romana Chiesa.
Benché il ramo patrizio dei Flangini fosse ancora presente in Senato all'epoca della caduta della Serenissima, nel 1797, esso si estinse certamente poco dopo: al 1780, infatti, questa casa era ristretta ad un solo senatore, che fu anche auditore presso la Sacra Rota, a Roma, e la cui unica figlia era andata in sposa, nel 1779, a Giulio di Antonio dei conti Panciera di Zoppola, che ne furono gli eredi.

## Membri illustri
- Ludovico Flangini (1733 - 1804), cardinale.
- Lodovico Flangini (1677 - 1717), governator di nave.

## Luoghi e architetture
- Palazzo Flangini, a Cannaregio;
- Palazzo Flangini Fini, a San Marco;
- Palazzo Ragazzoni Flangini Biglia, a Sacile;
- Villa Flangini, ad Asolo.

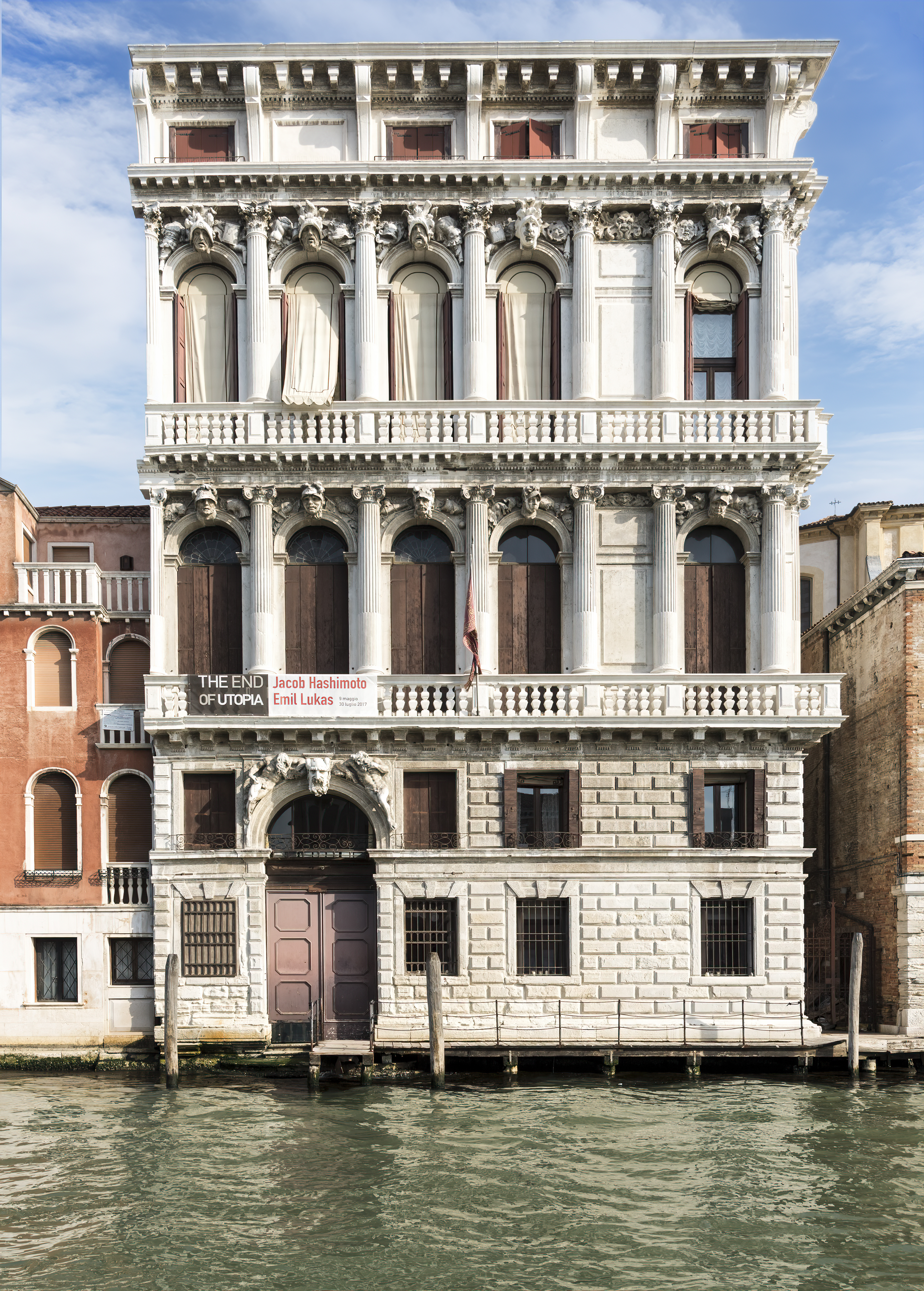
Palazzo Flangini, a Cannaregio
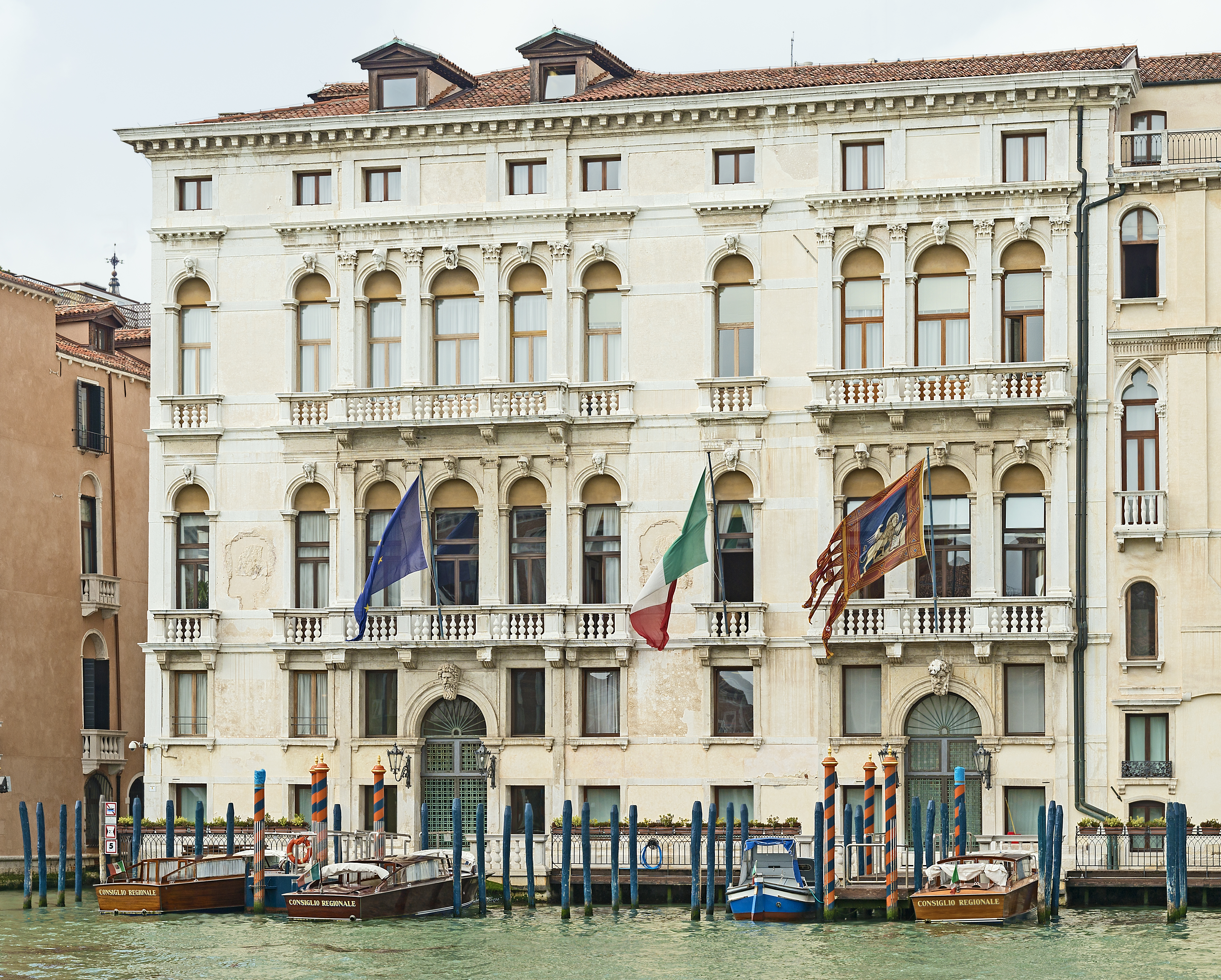
Palazzo Flangini Fini, a San Marco